# Sprookjeswonderland
Sprookjeswonderland is een themapark in Enkhuizen dat in het teken staat van allerlei sprookjes. Door middel van walkthroughs en uitbeeldingen met in sommige gevallen (bewegende) poppen worden er sprookjes en andere verhalen verteld. Zodoende wandelt men langs kleine animatronicsshows, verschillende attracties en meer in sprookjesachtige thematisering. Daarnaast staat het park ook bekend om zijn siertuinen welke zijn aangelegd in samenwerking met het veredelingsbedrijf Syngenta Seeds uit Enkhuizen. De doelgroep van Sprookjeswonderland zijn met name families met jonge kinderen.

## Geschiedenis
Sprookjeswonderland is op 14 juni 1973 ontstaan. Wim de Vries, oprichter en directeur van het park, maakte destijds voor de grap een kabouterpop, genaamd Dorus. Die bleek een succes en al snel werden er meer poppen gemaakt. In het begin reisden de poppen over toeristische markten, zogenaamde Sprookjesmarkten, in de binnenstad van Enkhuizen. Later werden er ook een aantal (bewegende) poppen van het park aangekocht bij het Duitse bedrijf Heimo/Heimotion.
In 1981 werd er flink uitgebreid en kwamen er o.a. een kabouterdorp, sprookjesuitbeeldingen, een kinderboerderij, een speeltuin en De Dobberbootjes bij, alles in het Wilhelminaplantsoen aan de noordoostkant van de oude binnenstad. Eind jaren 1980 klaagden omwonenden over de drukte en het afval.
In 1991 werd het echt te vol en was er geen plek om uit te breiden. Het park verhuisde naar het het recreatiegebied Enkhuizerzand, gelegen aan de rand van Enkhuizen, aan de andere kant van de Zeemuur en vrijwel direct aan het IJsselmeer. 
In 1998, tijdens het 25-jarig bestaan, opende kasteel Violinde. Het kasteel is gemaakt op ware grootte. In 2009 en 2010 kwam er een nieuw entreegebouw met ontvangstplein.
Rond 2014 trok het park jaarlijks ongeveer 250.000 bezoekers. Tussen 2014-2016 werd een grote investering gedaan van 1,5 miljoen euro voor de aanschaf en installatie van een simulator afkomstig uit het voormalige nautische attractiepark Cape Holland uit Den Helder, wat leidde tot de attractie Hekspeditie.
Bij de start van het seizoen 2019 geldt er, op 4 aangewezen rookzones na, een algeheel rookverbod.
In 2023 bestond Sprookjeswonderland 50 jaar. Er werd o.a. een informatieve zuil over de geschiedenis van Sprookjeswonderland geplaatst op het hoofdplein van het park. Als grote investering werd dat jaar de attractie Jaap en de Bonenstaak geopend.

## Park
Sprookjeswonderland bestaat uit het sprookjesbos, het kabouterdorp, voorstellingen en shows, attracties, en overige kleinere attracties, zoals speeltoestellen, een kinderboerderij en tuinen. Daarnaast beschikt het park over voldoende eet- en drinkgelegenheden en picknickplaatsen. 

### Sprookjes

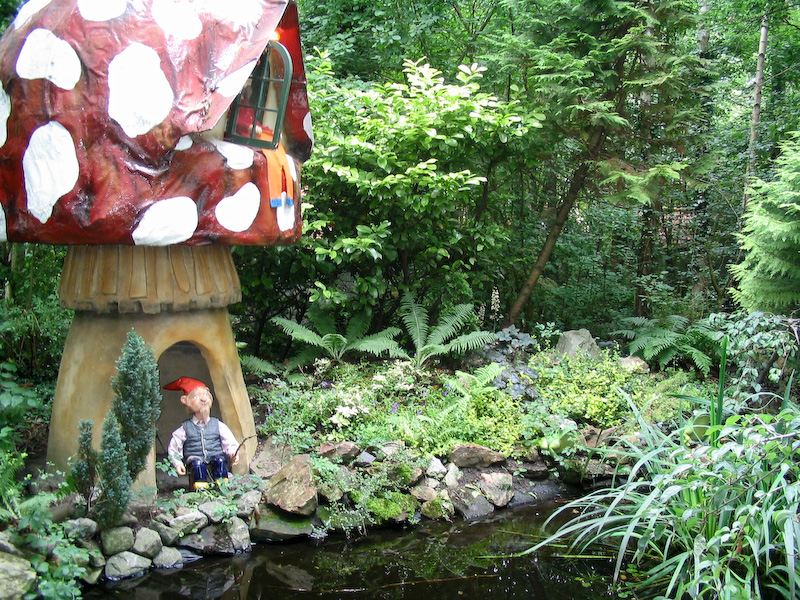
Kabouterdorp

Een bijna compleet overzicht van de verschillende uitgebeelde sprookjes en vertellingen:
- Baron van Münchhausen
- Klein Duimpje (2000)
- Doornroosje
- Sneeuwwitje
- De gelaarsde kat
- Hans en Grietje
- De wolf en de zeven geitjes
- De varkenshoeder
- Roodkapje
- Pinokkio (2005)
- De rattenvanger van Hamelen
- Gullivers reizen
- Ezeltje strek je
- De Bremer stadsmuzikanten
- De kikkerkoning
- De kleine zeemeermin
- De vliegende heks en de kaboutergrot
- Tovenaar Magus Fluvius
- Het spelende Oetang Orkest

### Kabouterdorp

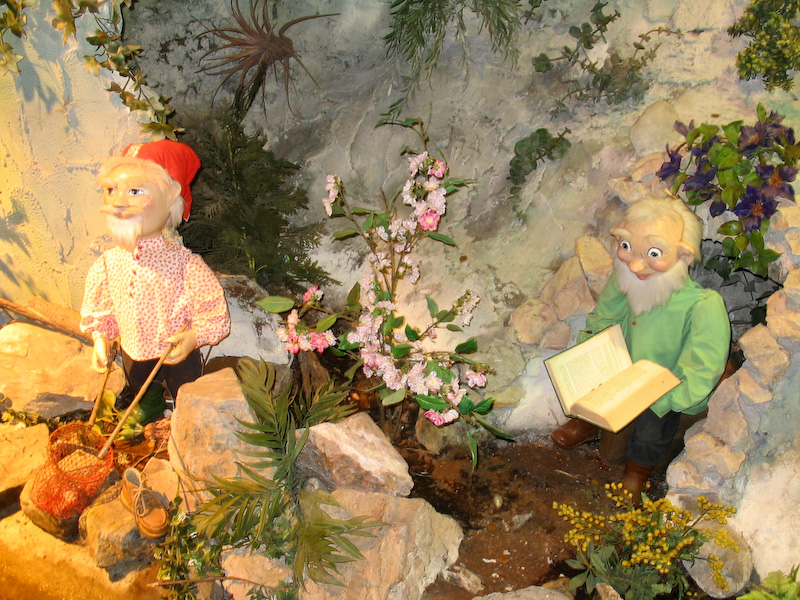
Kabouterdorp

In het kabouterdorp vindt men paddenstoelen, torens en huizen, elk met een eigen kabouter-karakter. In het kabouterdorp vindt men de poppen en uitbeeldingen van o.a. Kabouter Dorus, Kabouter Govert, De Vissende Kabouter, Dokter Struikelbaard, Saartje Schaartje, Het huisje van Hannes Haen, en Bakkerij de Vergulde Krakeling.

### Voorstellingen en shows
- Sprookjesmusical Violinde in Kasteel Violinde, verteld en gespeeld door bewegende poppen, in een zaal geschikt voor maximaal 350 mensen. Hierin zijn verder te vinden:
  - Torens en slotmuur die beklommen kunnen worden
  - Wensput en souvenirshop
  - Paardenstal
  - Een uitbeelding en vertelling van het sprookje van De Muizenkoning
  - Koetshuis met gouden koets van Violinde
- Het Tijdhuis, een groot achthoekig gebouw waar onder leiding van Vadertje Tijd en de seizoensfeeën de seizoenen worden uitgebeeld.
- De Suyderseemeermin een verhaal over een zeemeermin die wordt opgenomen in een gezin in Enkhuizen.
- Gullivers reizen (2007)

### Attracties

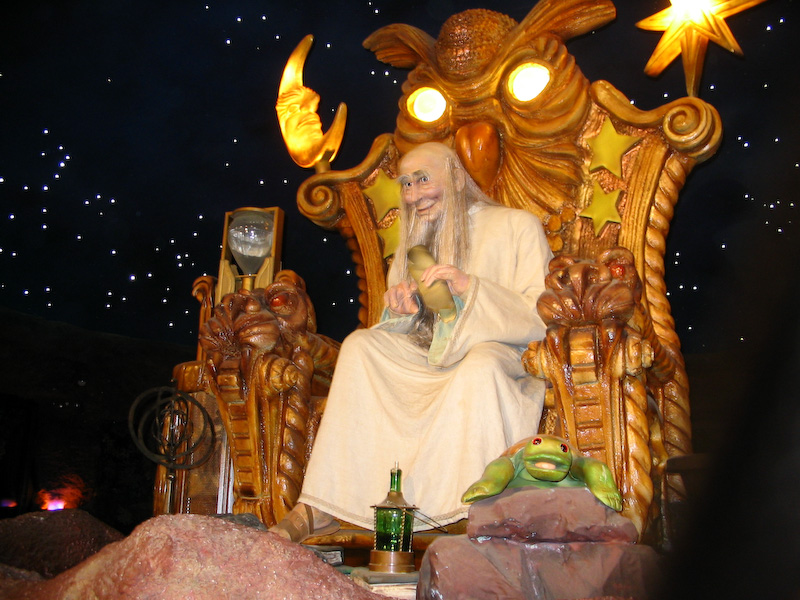
Animatronic van Vadertje Tijd

- Nostalgische Caroussel, draaimolen, (2018)
- d'Avontuur, schommelschip, (2013)
- De Vogeltjestrein, rondrit door een deel van het park in een kleine stoomtrein, (1991)[9]
- De Oude Smidse, rondrit in een oldtimer, (2009)
- Hoeve de Kleine Ruiter, paardenbaan, (2004)
- De Dobberbootjes, rondvaart in kleine bootjes in de vorm van lieveheersbeestjes, (1981-1990 vorm 1, 1991-2023 vorm 2, 2024-heden vorm 3)[10]
- De Rattenvanger van Hamelen, rondrit met trapfietsen in de vorm van rattenwagentjes, (1993)[11]
- Hekspeditie, een bewegingssimulator waarin huisheks Heks Hupsakee de bezoekers meeneemt op avontuur boven het park, (2016)[5]
- Jaap en de Bonenstaak, attractietype wave boat ride, (2023)[8][12]

### Overige kleinere attracties
- Kinderdwaalhof, een doolhof
- Het zwaard Excalibur, een zwaard dat alleen door kinderen uit een steen kan worden getrokken
- Stemmige Standbeelden, vier bustes die als kinderen ervoor gaan staan beginnen te zingen.
- Meerdere speeltuinen met onder andere
  - Draaimolen
  - Familieglijbaan
  - Klimboom
  - Theekopjescarrousel

### Dieren en plantentuinen
- Dierenweides
- Kinderboerderij De Bokkesprong[13]
- Volières
- Wandeltuin
- Sierbloementuin

### Eet- en drinkgelegenheden
- De Vergulde Koekepan - pannenkoeken-, plateservice restaurant
- De Vrolijke Friet - snackbar
- De Peuleschil - snacks, drank en ijsverkoop
- In de Toverbal - snoepwinkel

### Souvenirwinkels
- De Betovering (incl. dranken en ijs)
- De Hupsakeet (incl. dranken en ijs)
- In den Hooghe Hoed

## Sprookjeswinterland
In de winter is het park van half december tot begin januari geopend onder de naam Sprookjeswinterland. Er lopen dan sprookjesfiguren rond zoals Sneeuwwitje, De Gelaarsde Kat en Heks Hupsakee. Er staat dan een grote kerstboom bij de ingang van het park en er zijn extra attracties zoals een waarzegster en de verhalenkamer.

## Heksendag
Ieder jaar in oktober organiseert Sprookjeswonderland een heksendag. Er lopen dan de hele dag heksen door het park, er zijn allerlei heksenspellen en het is de bedoeling dat de bezoekers als heks, tovenaar of trol verkleed komen.

## Corona
In 2020 kon Sprookjeswonderland ondanks corona zijn deuren nog even open houden. Dit kon alleen in het zomerseizoen van 2020. Tijdens de pandemie heeft de gemeenteraad van Enkhuizen omwille van de omstandigheden nog vergaderd in kasteel Violinde toen het park gesloten was. Door de ingestelde lockdown kon Sprookjeswinterland 2020-2021 niet doorgaan en was een bezoek tijdens winter 2020/2021 niet mogelijk.

## Koperdiefstal
In de nacht van 23 op 24 november 2023, buiten de reguliere opening van het park, kreeg Sprookjeswonderland te maken met koperdiefstal. Een schade dat geraamd werd op ongeveer 17.500 euro was ontstaan bij de oldtimerbaan van De Oude Smidse nadat er tussen de 300 tot 400 meter koperdraad van de baan van de attractie in stukken was geknipt en was ontvreemd. De attractie was verzekerd en was op tijd hersteld voor de winteropening dat 3 weken later van start ging in het park.